# 9618 Джонкліз
9618 Джонкліз (9618 Johncleese) — астероїд головного поясу, відкритий 17 березня 1993 року.
Тіссеранів параметр щодо Юпітера — 3,519.